# Katedrala sv. Nikole u Ljubljani
Katedrala sv. Nikole smještena je na Ciril-Metodovu trgu u Ljubljani.
Na njezinu se mjestu u 13. stoljeću nalazila romanička bazilika, posvećena sv. Nikoli. Godine 1461. car je, kao za zahvalu za pomoć u borbi protiv celjskih grofova, ondje osnovao biskupiju.
Gradnja nove katedrale trajala je 1701. do 1706. godine prema projektu arhitekta i slikara, isusovca Andree Pozza. Osnovni je tlocrt zasnovan prema rimskoj crkvi Il Gesu. Dvoranska crkva s bočnim kapelama ima transept natkriven kupolom. To bi bila prva crkvena kupola u Ljubljani.  Današnju je 1841. prezidao graditelj Matej Medved te oslikao slikar Matevž Langus.
Na svodu lađe su od naročite vrijednosti zidne slike slikara Giulija Quaglia iz 1702. – 1723. godine.
Katedrala je povezana s biskupskom palačom.